# ۱٬۲-دی‌کلرو-۴-نیتروبنزن
۱٬۲-دی‌کلرو-۴-نیتروبنزن (به انگلیسی: 1,2-Dichloro-4-nitrobenzene) با فرمول شیمیایی C۶H۳Cl۲NO۲ یک ترکیب شیمیایی است؛ که جرم مولی آن ۱۹۲٫۰۱ g/mol می‌باشد. شکل ظاهری این ترکیب، زرد سوزنی‌شکل است.